# فریدیش مزئی
فریدیش مِزِئی (مجاری: Mezei Frigyes; ۲۶ سپتامبر ۱۸۸۷ – ۲۷ مارس ۱۹۳۸) ورزشکار دو و میدانی اهل مجارستان بود.